# Часовникова кула (Карнобат)
Часовниковата кула в Карнобат е изградена в средата на 19 век от майстори от Тревненската архитектурна школа.
Разположена е в старинната част на града, като доминира над възрожденския архитектурен ансамбъл на чаршията.
Построяването на часовниковата кула е свързано със стопанското и икономическо замогване на населението и на занаятчийските сдружения в района през епохата на Възраждането. Кулата е изградена по нареждане на местния богаташ Ахпааза бей. Строителството е възложено на български майстори от Трявна. Името на майстора-строител не е запазено.
В архитектурно отношение часовниковата кула в Карнобат има чисто балкански вид. Характеризира се с издължени призматични каменни обеми, върху които е изградена паянтова надстройка с многоъгълни кръгли сечения, увенчани с полуплоско покритие. Предполага се, че през пролетта на 1841 година часовниковата кула е била напълно завършена.
Висока е 23,45 метра, иззидана от камък и хоросан. Интересно в архитектурно отношение е долното каменно тяло на кулата, което е с квадратна форма с размери 5,45 метра. Високо е 5,8 м и преминава елегантно в осемстенна призма. Каменната част на часовниковата кула е с обща височина 14 м, надстройката – 6,80 м, покривът с шипа – 2,75 м.
Времето се отчитало с биене на камбаната. Часовниковият механизъм е бил дело на габровски майстор. Камбаната е била закупена от Румъния. Копие на часовниковия механизъм, изработено от местния майстор Димитър Тодоров, се съхранява в Етнографския музей в Карнобат.
В брой от 5 октомври 1874 година на излизащия в Цариград седмичен обществено-политически вестник „Източно време“ пише: „този до вчера мръсен градец, т.е. Карнобат, достигнал е сега до поправювание. Улиците му са усечени на строй, новопостроената часовня колоколна горделиво се мъдри между белите минарета“.
Известният карнобатски поет Иван Карановски (1882 – 1960) възпява часовниковата кула в свое стихотворение.
През 1940-те години часовниковият механизъм е разбит и предаден за вторични суровини. През 1983 година карнобатският майстор на кулни часовници Димитър Тодоров възстановява часовниковия механизъм и събужда часовнята колоколна за втори живот.